# Ri Song-hui
Ri Song-hui, née le 3 décembre 1978 est une haltérophile nord-coréenne double médaillée d'argent olympique dans la catégorie des moins de 58 kg en 2000 et 2004.
En 2002, elle a obtenu le titre de championne du monde à Varsovie en moins de 53 kg et à l'occasion battu un record du monde.